# Evje og Hornnes
Evje og Hornnes ist eine Kommune im norwegischen Fylke Agder. Die Kommune hat 3828 Einwohner (Stand: 1. Januar 2025). Verwaltungssitz ist die Ortschaft Evje.

## Geografie

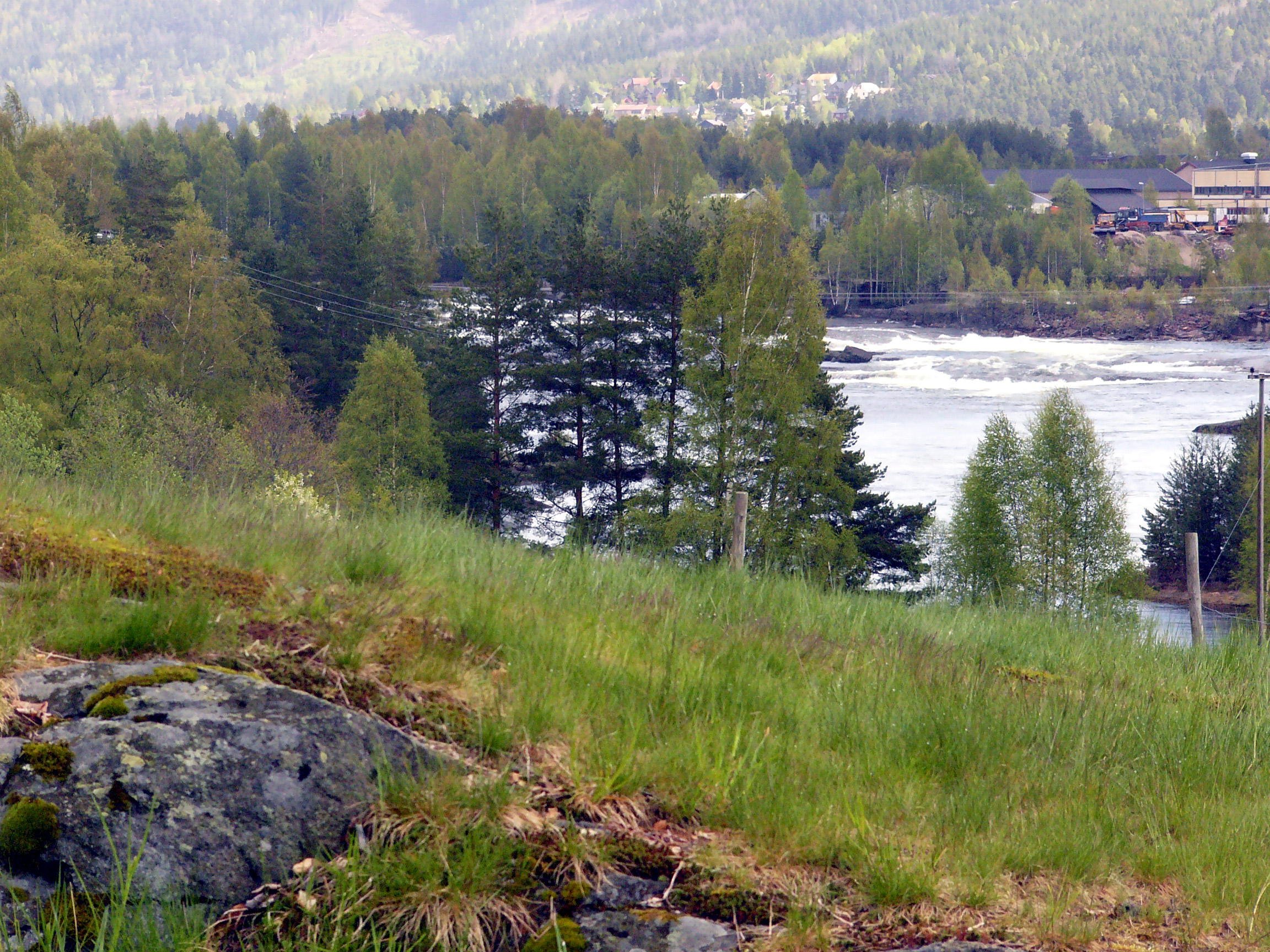
Wasserfall Fennefossen bei Evje

Die Gemeinde liegt etwa 50 Kilometer nördlich der Stadt Kristiansand, also etwas weiter im Landesinneren als die Küstenstadt. Sie grenzt an die Nachbarkommunen Lindesnes, Froland, Birkenes, Iveland, Bygland, Vennesla, Åseral und Lyngdal.
In Nord-Süd-Richtung wird Evje og Hornnes vom Fluss Otra durchflossen. Auf Höhe der Ortschaft Evje liegt der Wasserfall Fennefossen. Der Fluss Otra mündet schließlich außerhalb der Kommune bei Kristiansand in die Nordsee. Im Westen und Osten der Otra liegen bewaldete Hügel, im nördlichen Gebiet befinden sich die höchsten. Die höchste Erhebung ist die Midtstrandnuten mit einer Höhe von 789,98 moh.

## Einwohner
Bis zum Zweiten Weltkrieg wuchs die Bevölkerungszahl an, der Nickelabbau stellte bis dahin einen wichtigen Wirtschaftszweig dar. Anschließend ging die Anzahl der Einwohner zurück, bevor sie sich in den 1970er-Jahren stabilisieren konnte und später wieder anwuchs. Grund dafür war, dass Evje in der Zwischenzeit zu einem lokalen Handelszentrum herangewachsen war. Am Ufer der Otra liegt der Verwaltungssitz Evje. Evje ist der einzige sogenannte Tettsted, also die einzige Ansiedlung, die für statistische Zwecke als eine städtische Siedlung gewertet wird. Zum 1. Januar 2024 lebten dort 2826 Einwohner. Der Großteil der restlichen Bevölkerung verteilt sich ebenfalls auf die Ufergebiete der Otra.
Die Einwohner der Gemeinde werden Evdøl genannt. Evje og Hornnes hat wie viele andere Kommunen der Provinz Agder weder Nynorsk noch Bokmål als offizielle Sprachform, sondern ist in dieser Frage neutral.
| Jahr          | 1986 | 1990 | 1995 | 2000 | 2005 | 2010 | 2015 | 2020 | 2025 |
| ------------- | ---- | ---- | ---- | ---- | ---- | ---- | ---- | ---- | ---- |
| Einwohnerzahl | 3420 | 3378 | 3355 | 3346 | 3305 | 3397 | 3567 | 3634 | 3828 |

## Geschichte

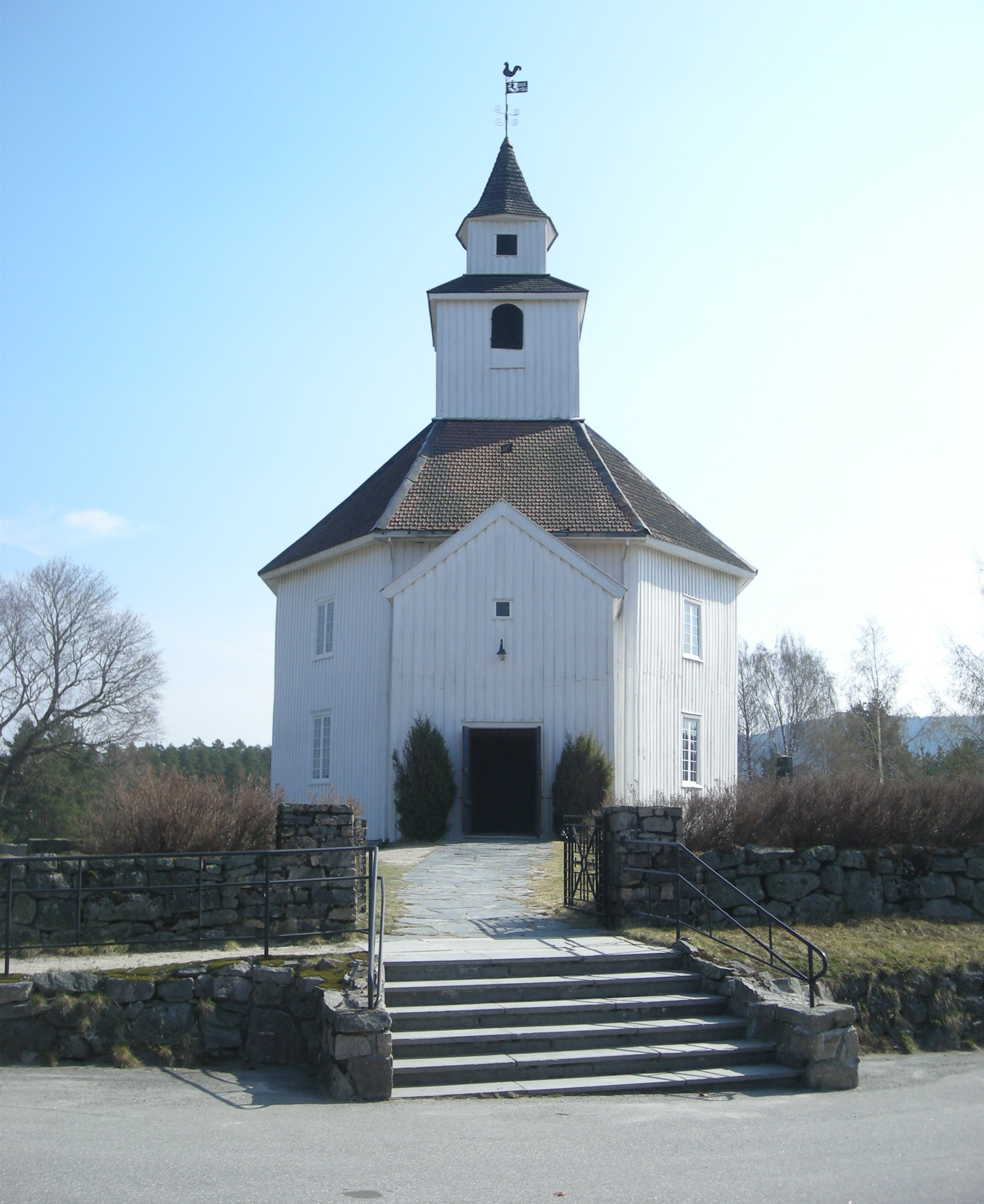
Hornnes kyrkje

Evje und Hornnes waren bis zum 31. Dezember 1959 zwei eigenständige Kommunen. Evje wurde zum 1. Januar 1877 von der Kommune Evje og Vegusdal abgetrennt, Hornnes zum 1. Januar 1886 von Hornnes og Iveland. Bis zum 31. Dezember 2019 gehörte Evje og Hornnes dem damaligen Fylke Aust-Agder an. Dieses ging im Zuge der Regionalreform in Norwegen in das zum 1. Januar 2020 neu geschaffene Fylke Agder über.
In der Kommune liegen zwei größere Kirchen. Die Evje kyrkje ist eine Holzkirche mit kreuzförmigen Grundriss aus dem Jahr 1891. Die Hornnes kyrkje ist eine Holzkirche aus dem Jahr 1828. Sie hat einen achteckigen Grundriss.

## Wirtschaft und Infrastruktur

### Verkehr
Im Ort Evje kreuzen der Fylkesvei 42, der unter anderem die Verbindung nach Arendal herstellt, und der Riksvei 9, der Richtung Kristiansand führt. Evje gilt damit als Verkehrsknotenpunkt.
Von 1867 bis 1957 verkehrte auf dem See Byglandsfjorden von Byglandsfjord über Evje bis Ose eine Schifffahrtslinie mit den Dampfschiffen Bjoren und Dølen. Seit 1994 ist Ersteres wieder für Touristen im Einsatz.

### Wirtschaft
Etwa 73 Prozent des Gemeindeareals sind bewaldet und die Forstwirtschaft ist für die Wirtschaft von größerer Bedeutung. In der Landwirtschaft spielen vor allem der Futteranbau, die Tierhaltung und der Anbau von Erdbeeren eine Rolle. Eine eher kleine Bedeutung hat die industrielle Produktion. Im Jahr 2019 arbeiteten von rund 1800 Arbeitstätigen etwa 1200 in Evje og Hornnes selbst, weitere Arbeitnehmer pendelten vor allem in Gemeinden wie Kristiansand und Bygland.

## Wappen und Name
Das Wappen der Gemeinde ist seit 1992 offiziell in Gebrauch und zeigt zwei schwarze Förderwagen auf goldenem Hintergrund. Diese sollen auf die traditionelle Bedeutung des Bergbaus in der Kommune hinweisen.
Der Name setzt sich aus den beiden Ortsnamen „Evje“ und „Hornnes“ zusammen, erster leitet sich vom altnordischen Begriff „efja“ ab, was für eine Bucht an einem Fluss, also an der Otra, steht. „Hornnes“ setzt sich hingegen aus „Horn-“ und „-nes“ (deutsch: Nase) zusammen. Auch dieser Name bezieht sich auf die geografischen Begebenheiten an der Otra.

## Persönlichkeiten
- Kjell Ingolf Ropstad (* 1985), Politiker